# Oskaloosa (Iowa)
Oskaloosa ist eine Kleinstadt (mit dem Status „City“) und Verwaltungssitz des Mahaska County im mittleren Südosten des US-amerikanischen Bundesstaates Iowa. Bei der Volkszählung im Jahr 2020 hatte Oskaloosa 11.558 Einwohner.

## Geografie
Oskaloosa liegt im mittleren Südosten Iowas rund 7 km nordöstlich des Des Moines River auf 41°17′38″ nördlicher Breite und 92°38′40″ westlicher Länge und erstreckt sich über 17,8 km².
Nachbarorte sind New Sharon (20 km nördlich), University Park (3,8 km östlich), Eddyville (15,3 km südlich) und Beacon (4,7 km südwestlich).
Die nächstgelegenen größeren Städte sind Iowas Hauptstadt Des Moines (102 km nordwestlich), Cedar Rapids (163 km nordöstlich), Quincy in Illinois (255 km südöstlich), Missouris Hauptstadt Jefferson City (349 km südlich), Kansas City (355 km südwestlich) und Nebraskas größte Stadt Omaha (309 km westlich).

## Verkehr
Die südwestliche Umgehungsstraße wird vom zum Freeway ausgebauten Iowa Highway 163 gebildet. Im Stadtzentrum treffen der in Nord-Süd-Richtung verlaufende U.S. Highway 63 sowie die Iowa Highways 23 und 92 sowie eine Reihe untergeordneter Straßen zusammen.
In Oskaloosa treffen mehrere Bahnlinien verschiedener Betreiber zusammen.
Der Oskaloosa Municipal Airport liegt 19,9 km südöstlich der Stadt. Der 98,9 km nordwestlich gelegene Des Moines International Airport ist der nächstgelegene Großflughafen.

## Demografische Daten
Nach der Volkszählung im Jahr 2010 lebten in Oskaloosa 11.463 Menschen in 4614 Haushalten. Die Bevölkerungsdichte betrug 644 Einwohner pro Quadratkilometer.
Ethnisch betrachtet setzte sich die Bevölkerung zusammen aus 93,3 Prozent Weißen, 2,0 Prozent Afroamerikanern, 0,3 Prozent amerikanischen Ureinwohnern, 1,7 Prozent Asiaten sowie aus anderen ethnischen Gruppen; 1,8 Prozent stammten von zwei oder mehr Ethnien ab. Unabhängig von der ethnischen Zugehörigkeit waren 2,7 Prozent der Bevölkerung spanischer oder lateinamerikanischer Abstammung.
In den 4614 Haushalten lebten statistisch je 2,30 Personen.
23,4 Prozent der Bevölkerung waren unter 18 Jahre alt, 59,5 Prozent waren zwischen 18 und 64 und 17,1 Prozent waren 65 Jahre oder älter. 51,2 Prozent der Bevölkerung war weiblich.
Das jährliche Durchschnittseinkommen eines Haushalts lag bei 37.909 USD. Das Prokopfeinkommen betrug 19.651 USD. 20,1 Prozent der Einwohner lebten unterhalb der Armutsgrenze.

## Söhne und Töchter der Stadt
- Al Swearengen (1845–1904), Pionier
- William E. Andrews (1854–1942), Politiker
- Frank Friday Fletcher (1855–1928), Admiral der United States Navy im Ersten Weltkrieg
- Ralph R. Eltse (1885–1971), Politiker
- Chester Conklin (1886–1971), Schauspieler
- Roscoe B. Woodruff (1891–1975), Offizier
- Thomas E. Watson (1892–1968), Generalleutnant des United States Marine Corps
- John K. Valentine (1904–1950), Politiker
- Bill S. Ballinger (1912–1980), Schriftsteller
- Bernard A. Clarey (1912–1996), Admiral der US Navy
- Cecil W. Stoughton (1920–2008), Fotograf
- Tyler Sash (1988–2015), American-Football-Spieler